# 카르포크라테스
알렉산드리아의 카르포크라테스(Carpocrates of Alexandria)는 기원후 2세기 전반에 한 나스틱파를 설립하였는데, 이 나스틱파를 그의 이름을 따서 카르포크라테스파(Carpocratians)라 부른다. 카르포크라테스는 자신이 의지하는 경전으로 오직 《히브리 복음서(Gospel according to the Hebrews)》만을 사용하였다.
많은 다른 나스틱파들과 마찬가지로, 카르포크라테스파에 대해 알려진 내용들은 기독교 교부들의 저작들을 통해서만 알려진 내용들이다. 카르포크라테스파의 경우 그 주된 자료는 이레나이우스(Irenaeus of Lyons: AD 2세기 - c.202년)와 알렉산드리아의 클레멘스(Clement of Alexandria: AD c.150-c.215)의 저서들이다. 이레나이우스의 경우, 그가 나스티시즘의 교의에 대해 아주 강하게 반대하였기 때문에 그의 저서에 있는 자료들이 중립적인 균형된 시각인지는 의문이 있다. 카르포크라테스파에 대한 여러 자료의 내용들이 몇몇 세부 사항들에 대해서는 그 의견이 서로 다르다. 하지만 카르포크라테스파가 자유분방주의(libertinism)의 입장을 가졌다는데에는 교부들의 의견이 모두 일치한다.

## 이레나이우스
이레나이우스(Irenaeus: AD 2세기 - c.202년)의 저서 《이단적 교의들에 대한 반박(Against Heresies)》에는 카르포크라테스파와 그의 추종자들(followers)에 대한 가장 초기의 그리고 가장 생생한 설명들이 들어 있는데, 이들의 신학적 교의와 수행에 대한 설명이 포함되어 있다.
이레아니우스가 저술한 바에 따르면, 카르포크라테스파는 예수는 신적인 존재가 아니라고 믿었다. 하지만 예수의 영혼은 "변함이 없고 순수하기(steadfast and pure" 때문에 예수는 "불생(不生)의 신(unbegotten God)의 영역에서 보았던 것들을 기억하고 있었다"고 믿었다. 이 때문에, 예수는 물질적인 파워들(material powers)로부터 자신을 자유롭게 하는 능력을 지니고 있었다고 믿었다. 카르포크라테스파는 예수가 신적인 존재가 아니라고 믿었기 때문에 자신들도 예수처럼 물질계를 초월할 수 있다고 믿었다. 그리고 이렇게 될 때 모세의 율법(Mosaic law)에 더 이상 속박되지 않는다고 믿었다. 이는 모세의 율법이 물질적인 힘(power)들에 근거하고 있거나 또는 단지 인간의 견해에 지나지 않는 다른 도덕률들에 근거하고 있기 때문이라고 카르포크라테스파는 설명하였다.
이러한 설명을 한 후 이레아니우스는 이와는 약간 다른 설명을 제공하고 있다. 이레나이우스가 저술한 바에 따르면, 카르포크라테스의 팔로어들은 인간의 영혼은 물질 세상에 속박되어 있기는 하지만 영원한데, 영혼이 이 물질 세상을 떠날 수 있기 위해서는 지상의 삶의 모든 가능한 상태들을 통과해가야만 한다고 믿었다. 그리고, 이 모든 것을 한 생애 안에 마칠 수 있다고 믿었다. 이러한 결과, 카포크라데스파는 "감히 말할 수도 혹은 들을 수도 없는 그런 모든 것들"을 행하였는데, 이것은 자신들이 죽을 때 이 세상으로 다시 태어나도록 강제당하지 않고 신(God: 하나님)에게로 되돌아가기 위한 것이라는 견해를 가졌다.
이레나이우스에 따르면, 카르포크라테스파는 방탕한 삶을 살았을 뿐만 아니라 여러 마법 수행들(magical arts)을 행하였다. 또한, 이레나이우스는 카르포크라테스파는 예수의 초상화를 소장하고 있었는데 이 초상화는 예수의 생존 당시 빌라도에 의해 만들어진 것으로 예수의 실제 모습을 담은 초상화라고 주장하였다고 말하고 있다. 그리고 이 예수의 초상화와 함께 플라톤, 피타고라스 그리고 아리스토텔레스의 상(像)들을 "이방인의 풍습과 방식으로" 존중하였다고 말하고 있다.

## 알렉산드리아의 클레멘스
카르포크라테스는 알렉산드리아의 클레멘스의 저서 《스트로마타(Stromateis)》에서도 언급되고 있다. 이 책에는 《올바름에 대하여(On Righteousness)》 라는 소논문에서 인용한 내용이 담겨 있는데, 알렉산드리아의 클레멘스는 이 소논문은 카르포크라테스의 아들인 에피파네스(Epiphanes)가 쓴 것이라고 말하였다. 이 소논문은 알렉산드리아의 클레멘스가 인용한 것을 제외하고는 그밖의 다른 어떤 사본도 존재하지 않는다. 《올바름에 대하여》의 내용은 강한 도덕률 페기론(antinomianism)의 입장을 가지고 있다. 이 소논문은 계급의 차이와 사유 재산의 소유는 자연스러운 것이 아니라고 주장하고 있으며 재산과 여성은 공동 소유되어야 한다고 주장하고 있다. 알렉산드리아의 클레멘스는 카르포크라테스파들이 자신들의 아가페(Agape)에서 이러한 주장을 하였다고 말하고 있다.
에피파네스가 실제로 《올바름에 대하여》 라는 소논문을 지었는지에 대해서, 그리고, 카르포크라테스파가 여성의 공동 소유를 비롯한 방탕한 행위들을 실제로 행하였는지에 대해서는 의문을 제기하는 연구가들이 있다. G. R. S 미드(George Robert Stowe Mead: 1863-1933)는 17살에 어린 나이로 사망한 소년인 에피파네스가 철학적 논문을 지었다고 보기 어려우며, 또한, 카르포크라테스파의 나스틱들(영지주의자들)이 기본적으로 철학자들인데 이들이 방탕한 삶을 살았다고 보기 어렵다고 하였다. 또한, 플라톤이 《국가(The Republic) 》에서 부인과 남편을 비롯한 모든 것을 공동 소유해야 한다는 이론을 전개했다는 점을 들어, 설혹 '나'와 '남'이라는 잘못된 컨셉트를 극복하기 위한 철학적 컨셉트로서 여성의 공동 소유를 주장했을 수는 있을지라도 카르포크라테스파인들이 삶에서 이 컨셉트를 실제로 실행에 옮겼다고 보기는 어렵다고 하였다.
알렉산드리아의 클레멘스에 따르면, 카르포크라테스파의 중심지는 그리스의 케팔로니아섬(Cephallenia)이지만 카르포크라테스는 이집트의 알렉산드리아(Alexandria) 출신이라고 하였다.

### 마가의 비밀 복음서
카르포크라테스는 또한 마르 사바 편지(Mar Saba letter)에서 언급되고 있다. 이 편지는 1958년에 모턴 스미스(Morton Smith: 1915-1991)에 의해 발견된 것으로, 모턴 스미스는 알렉산드리아의 클레멘스가 이 편지를 쓴 것이라고 주장하였는데 이 편지의 진위 여부는 논란의 대상이 되고 있다. 이 편지는 이 편지외의 이전의 다른 문헌들에서는 언급된 적이 없는 《마가의 비밀 복음서(Secret Gospel of Mark)》에 대해 언급하고 있는 유일한 문헌으로, 또한 《마가의 비밀 복음서》에서 가져온 인용문을 포함하고 있다. 그리고 이 편지에 따르면, 카르포크라테스는 어찌어찌하여 《마가의 비밀 복음서》를 알렉산드리아에서 필사하게 되었다고 말하고 있다. 하지만 카르포크라테스의 팔로들어들 사이에 유통되고 있는 《마가의 비밀 복음서》는 잘못된 버전(corrupted copy)이라고 말하고 있다.

## 기타 문헌
카르포크라테스에 대해 언급하는 다른 문헌들이 있지만 그 내용은 모두 앞에서 언급한 두 교부의 저작들에 바탕한 것으로 여겨진다.
또한, 카르포크라테스는 테르툴리아누스(Tertullian: c.160-c. 220)와 히폴리토스(Hippolytus: c.170-c.236)에 의해서도 언급되고 있는데, 이 두 교부는 모두 이레나이우스의 설명에 의존하고 있는 것으로 보인다. 그리고 카르포크라테스는 오리겐(Origen: c.185-c.254)과 헤게시포스(Hegesippus: c.110-c.180)에 의해서도 언급된 것으로 여겨지고 있다.

## 참고 문헌
- G. R. S 미드(George Robert Stowe Mead), 《Fragments of a Faith Forgotten》, 1900

## 같이 보기
- 나스티시즘(Gnosticism)
- 보르보로스파(Borborites)
- 카인파(Cainites)
- 기독교 나스티시즘 교부들(Fathers of Christian Gnosticism)
- 에비오님파(Ebionites)
- 살로메(Salome: 예수의 제자)
- 에피파네스(Epiphanes: 나스틱)
- 신플라톤주의와 나스티시즘(Neoplatonism and Gnosticism)
- 사탄주의(Theistic Satanism)